# James Howell (escaquista)
James Clifford Howell (Brent, 17 de maig de 1967) és un escaquista i escriptor d'escacs anglès que té el títol de Gran Mestre. Va assolir el títol de Mestre Internacional el 1985 i el de Gran Mestre deu anys més tarde, el 1995. Va assolir el seu màxim nivell d'Elo el 1995, amb 2525 punts. Va deixar de jugar activament el 1996.

## Llibres
- Howell, James. Essential Chess Endings: The tournament player's guide.  Batsford, 1997. ISBN 0-7134-8189-7.